# کلیسای جامع ترورو
کلیسای جامع ترورو (انگلیسی: Truro Cathedral) یک کلیسای جامع در شهر ترورو، انگلستان است.
این کلیسا که مابین سال‌های ۱۸۸۰ تا ۱۹۱۰ میلادی ساخته شده دارای دو برج به ارتفاع ۶۱ متر و یک برج به ارتفاع ۷۶ متر می‌باشد.

## نگارخانه

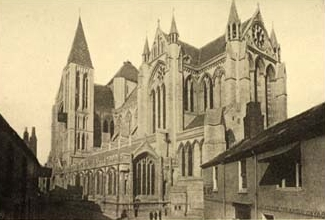
۱۹۰۵
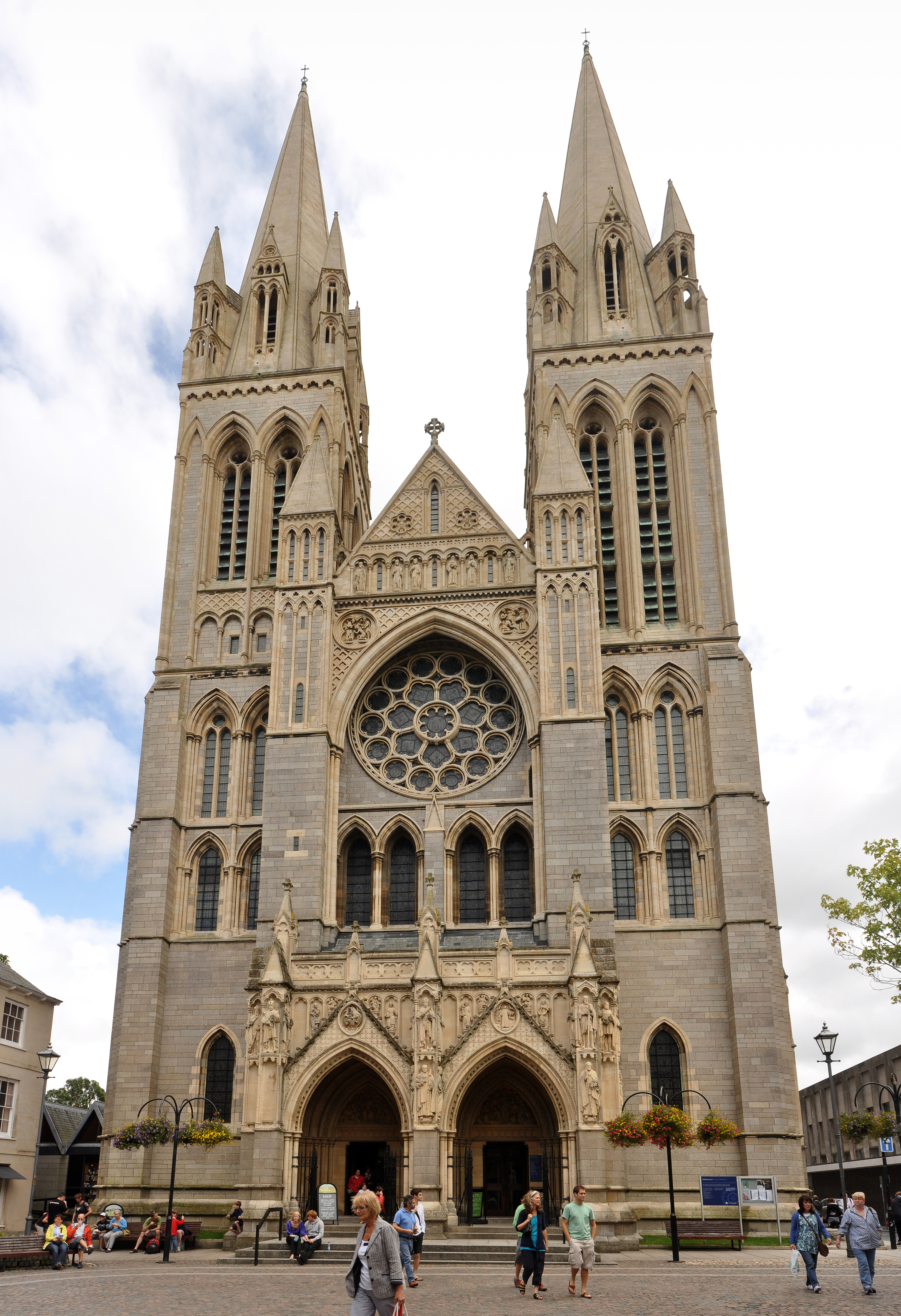
نمای غربی
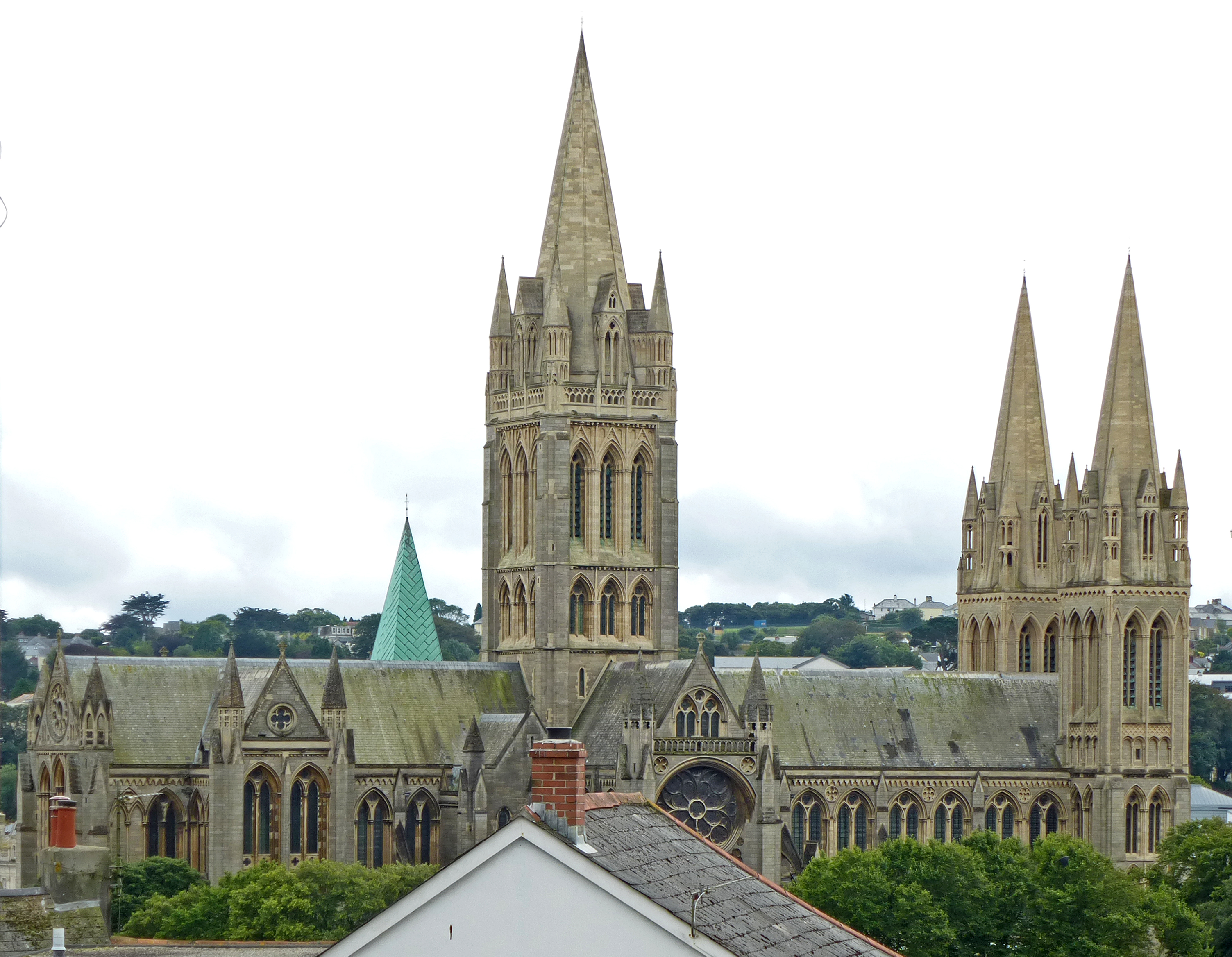
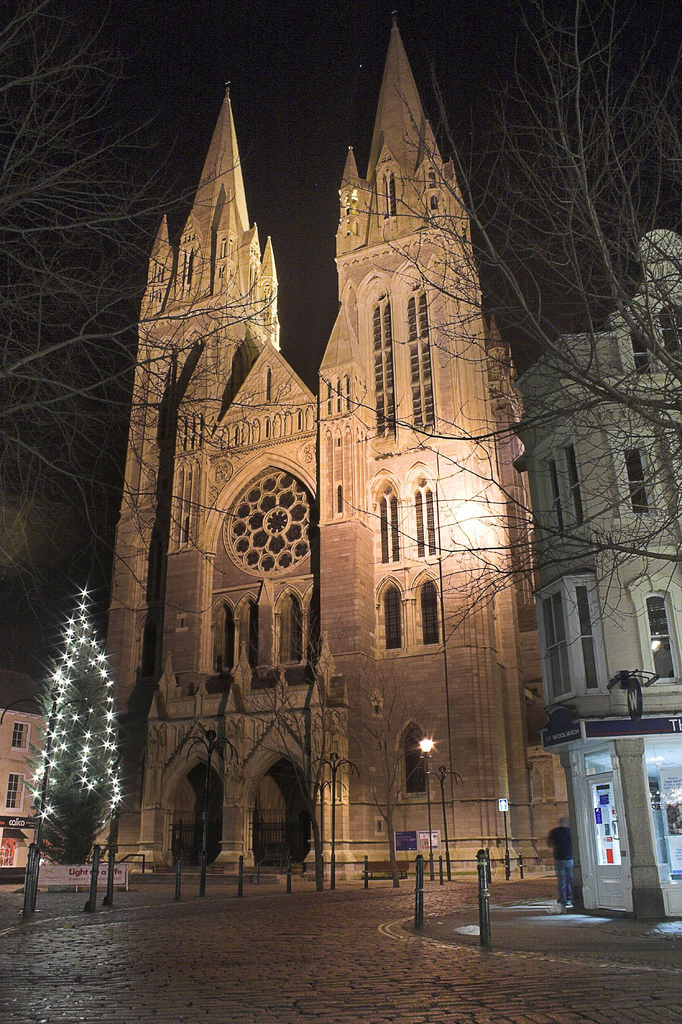
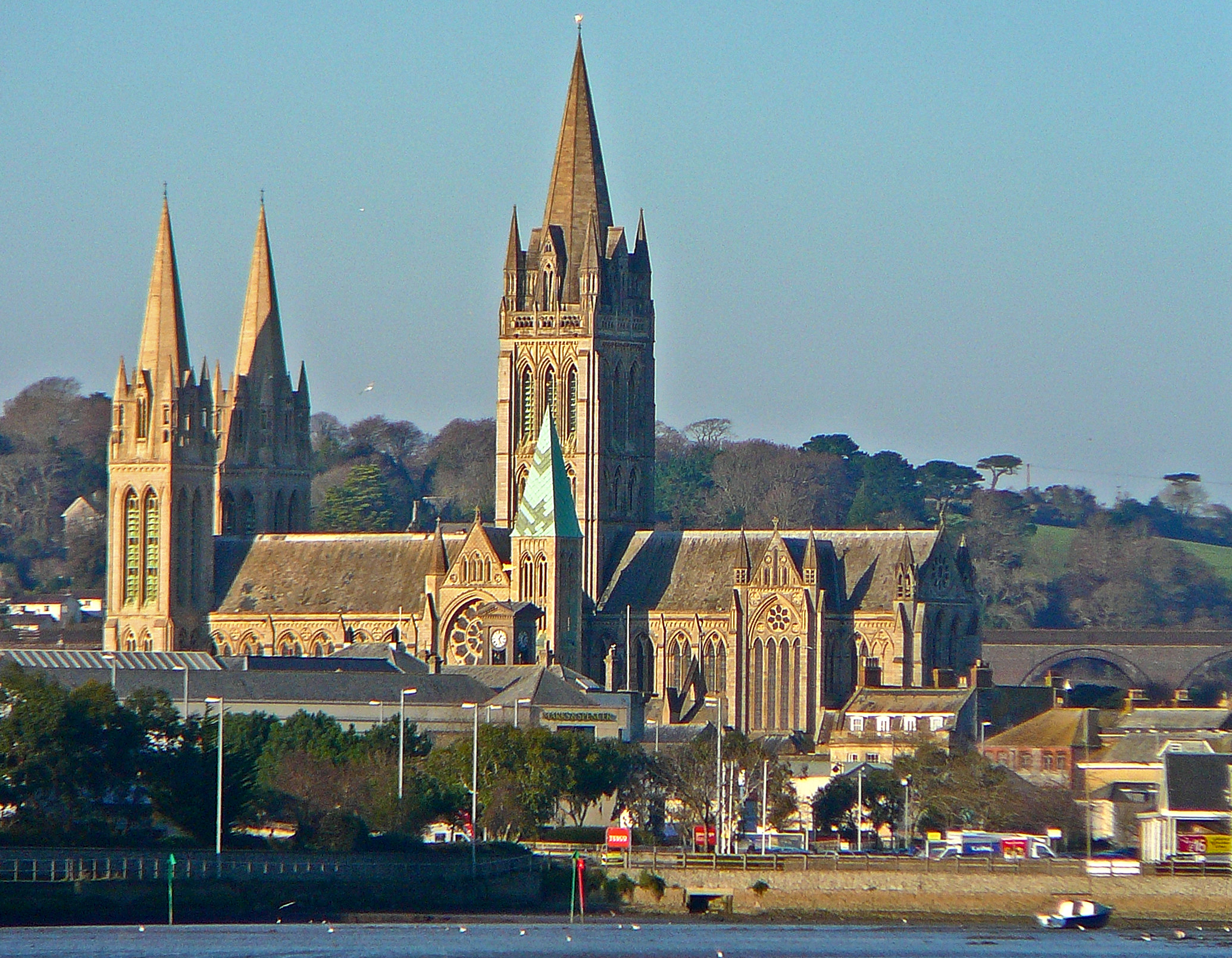
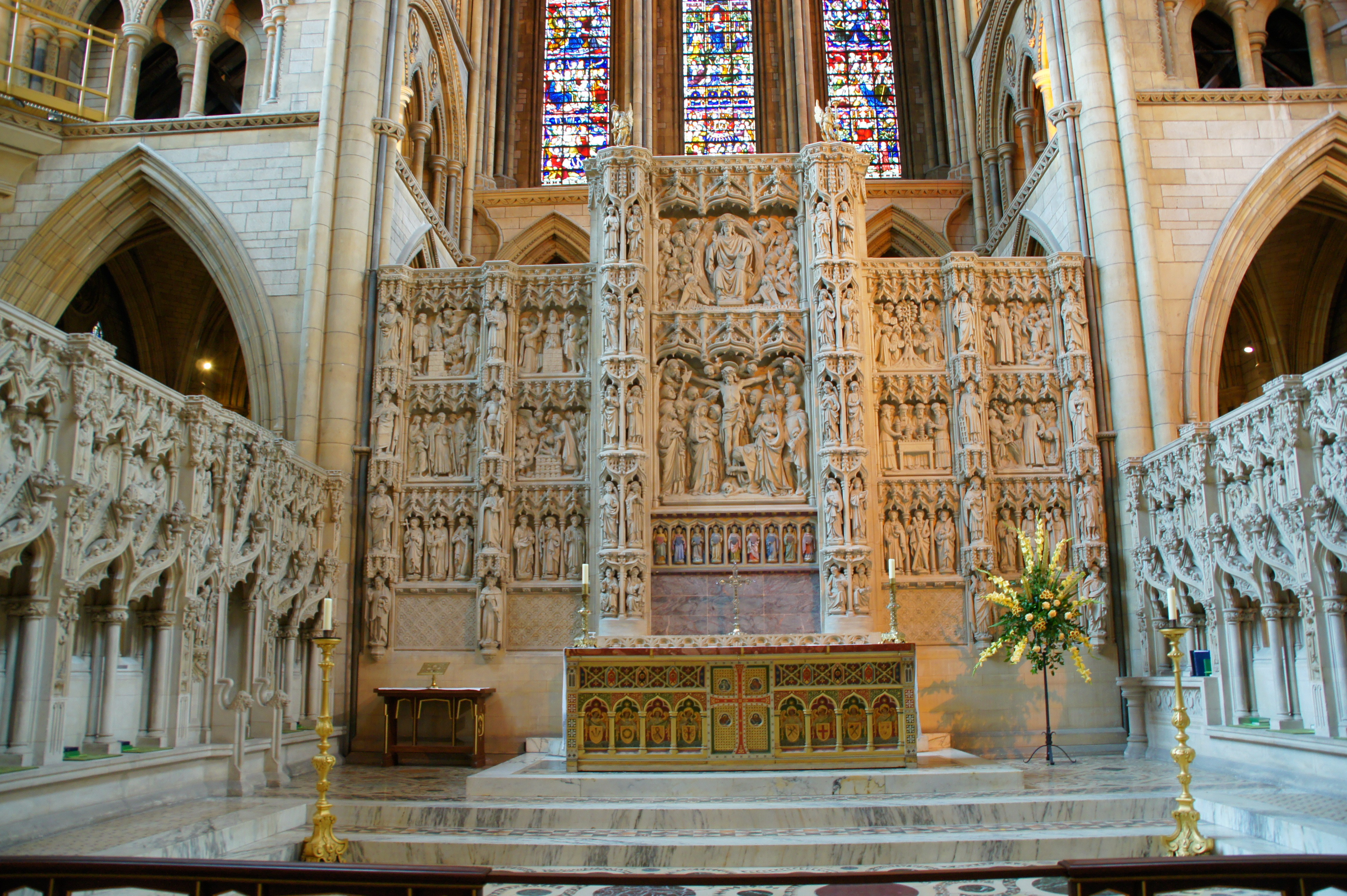
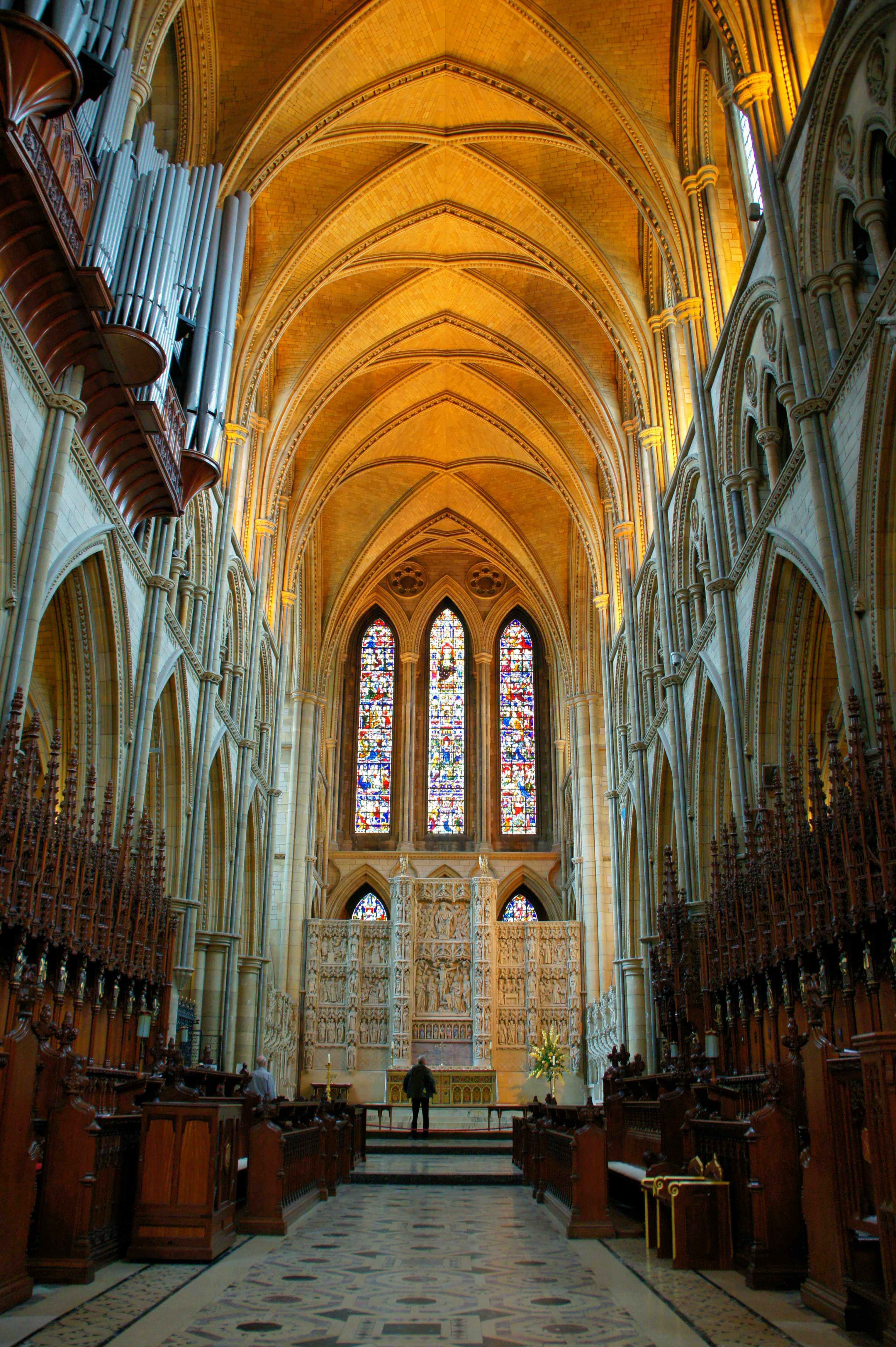
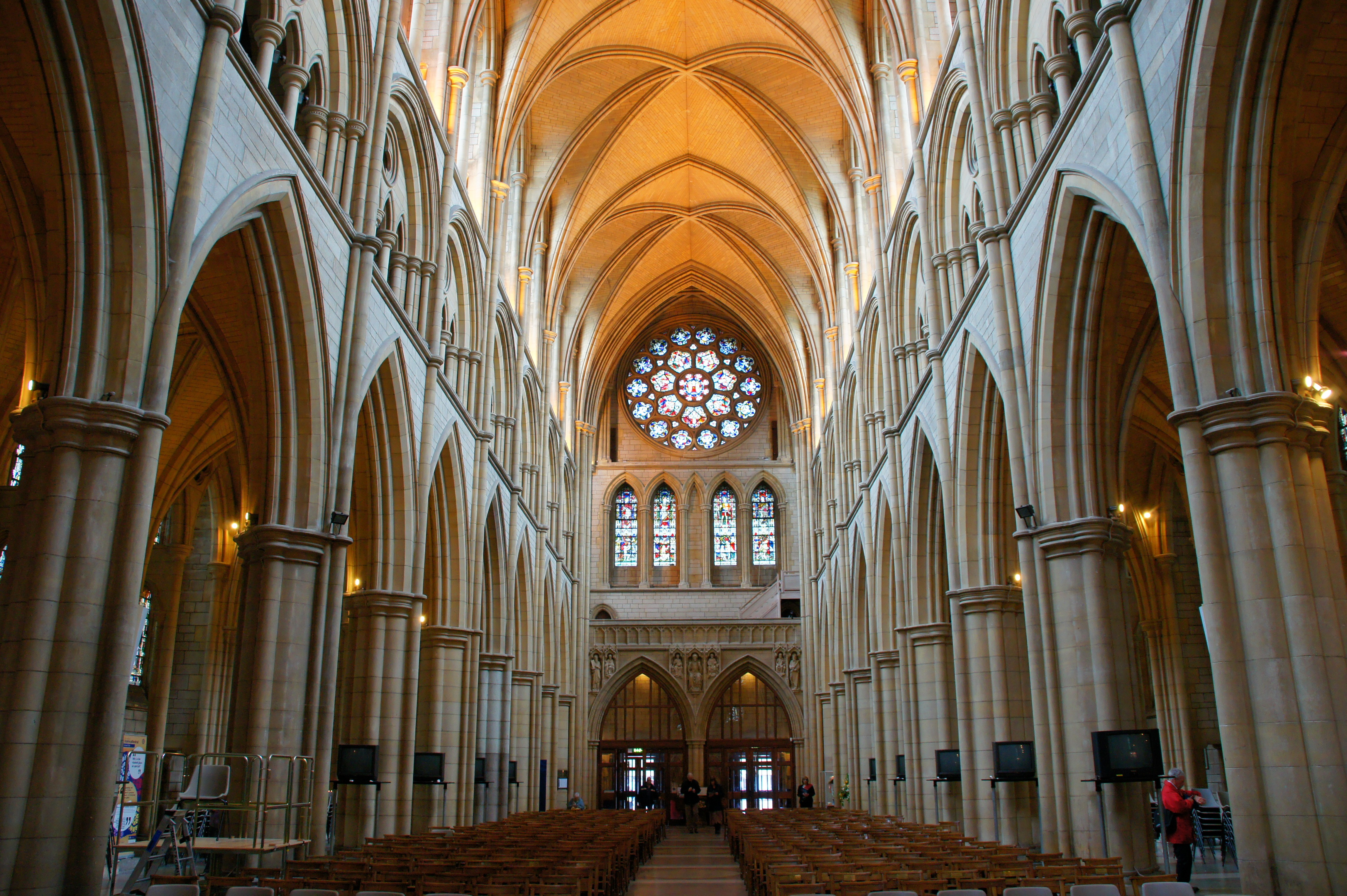
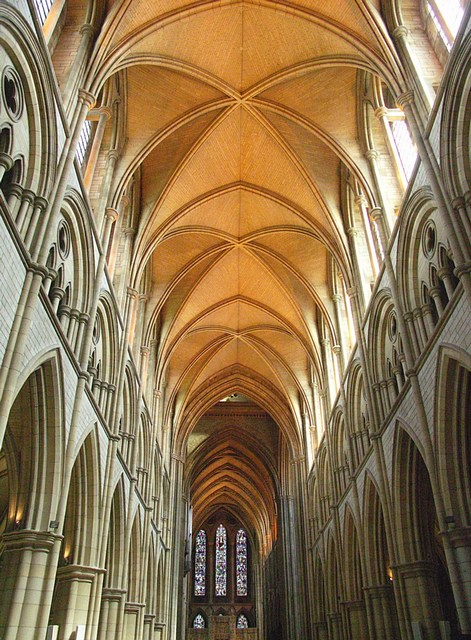
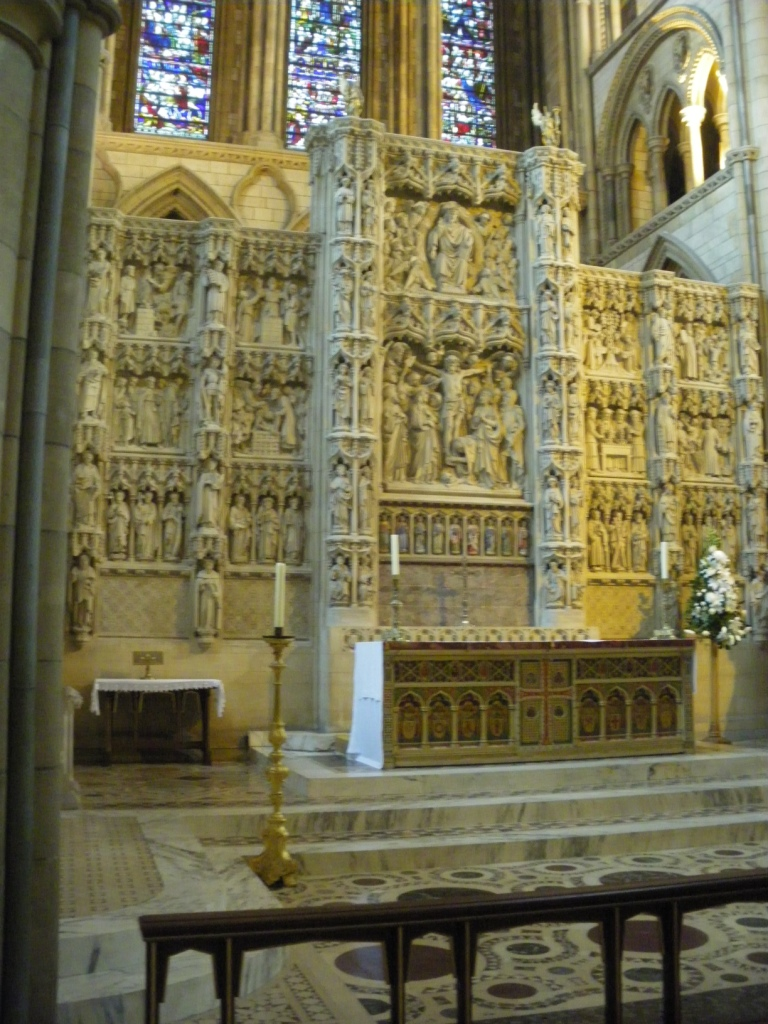
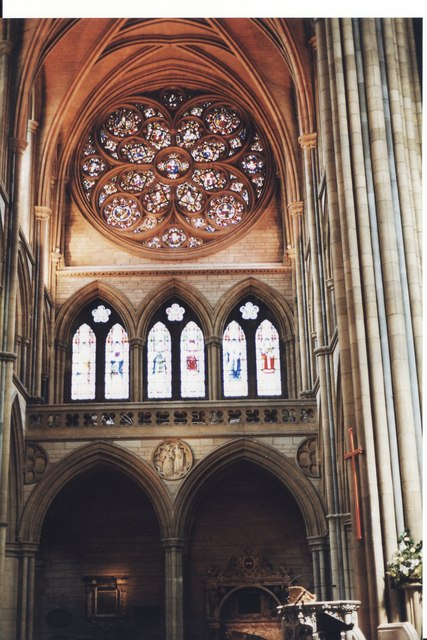